# Cessió (futbol)
La cessió (o regla de la passada enrere), en futbol, és una de les seccions de la regla 12 de les Regles del Futbol, la qual impedeix que un jugador passi deliberadament la pilota al seu porter i que aquest la toqui amb les mans o braços. El jugador pot, però, passar-l'hi amb el genoll, el cap o el pit, o qualsevol altra part del cos (excepte les seves cames o els seus braços). No obstant això, si un jugador s'acomoda la pilota amb la intenció deliberada de passar-la al porter amb una altra part del cos que no siguin els peus, també serà considerat conducta antiesportiva. Si el porter la deixa quieta amb la mà a terra i la torna a agafar també és considerat cessió. Totes aquestes infraccions es penalitzen amb un tir lliure indirecte a l'equip rival en el lloc on hagi ocorregut la cessió.
Aquesta regla va ser introduïda el 1992, després de la Copa del Món de Futbol de 1990, de marcada tendència defensiva, en la qual el joc va ser descrit com avorrit i amb un abús desmesurat de la cessió al porter. Prèviament, sovint els porters solien deixar caure la pilota per posteriorment aixecar-la de nou quan els rivals s'apropessin, una tècnica per perdre temps. Aquesta regla va ser acollida amb cert escepticisme al principi, però amb el temps va ser valorada positivament.
El 1997 la regla va ser ampliada, impedint al porter agafar la pilota amb les mans quan la rep directament d'un servei de banda.